# شاهین عبدالرحمن
شاهین عبدالرحمن (انگلیسی: Shahin Abdulrahman؛ زادهٔ ۱۶ نوامبر ۱۹۹۲) یک بازیکن فوتبال اهل امارات متحده عربی است.